# Zodanu purvs
Zodanu purvs este o arie protejată (arie specială de conservare — SAC, sit de importanță comunitară — SCI, arie de protecție specială avifaunistică — SPA) din Letonia întinsă pe o suprafață de 95,73 ha, integral pe uscat.

## Localizare
Centrul sitului Zodanu purvs este situat la coordonatele 57°16′07″N 27°35′27″E / 57.2686°N 27.5907°E.

## Înființare
Situl Zodanu purvs a fost declarat arie de protecție specială avifaunistică în decembrie 2002 pentru a proteja 4 specii de animale. Alte tipuri de protecție:
- sit de importanță comunitară (în mai 2004)
- arie specială de conservare (în mai 2004)[1][3][4]

## Biodiversitate
Situată în ecoregiunea boreală, aria protejată conține 6 habitate naturale: Turbării active, Mlaștini turboase de tranziție și turbării mișcătoare, Depresiuni pe substraturi de turbă de Rhynchosporion, Taiga vestică, Păduri fino-scandinave bogate în ierburi cu Picea abies, Mlaștini împădurite.
La baza desemnării sitului se află mai multe specii protejate de  păsări (4): ciocănitoare neagră (Dryocopus martius), codalb (Haliaeetus albicilla), cocoșul de mesteacăn (Tetrao tetrix tetrix),  cocoș de munte (Tetrao urogallus)
Pe lângă speciile protejate, pe teritoriul sitului au mai fost identificate 4 specii de plante.